# Werner von Rostken
Friedrich Leo Werner von Rostken (* 1. Februar 1852 in Schivelbein; † 18. Oktober 1924) war ein preußischer Generalleutnant.

## Leben
Aus dem Kadettenkorps kommend wurde Rostken am 12. April 1869 als Portepeefähnrich dem 4. Brandenburgischen Infanterie-Regiment (Großherzog von Mecklenburg-Schwerin) Nr. 24 der Preußischen Armee in Neuruppin überweisen. Er avancierte Mitte November 1869 zum Sekondeleutnant und nahm im Jahr darauf bei der 2. Kompanie am Krieg gegen Frankreich teil. In dessen Verlauf wurde Rostken in der Schlacht bei Vionville durch einen Schuss durch den Mund leicht verwundet. Nach seiner Gesundung nahm er, nunmehr bei der 9. Kompanie, am Gefecht bei Changé teil und erlitt einen Streifschuss über den Rücken.
Ausgezeichnet mit dem Eisernen Kreuz II. Klasse war er nach dem Friedensschluss 1872/74 als Adjutant beim Bezirkskommando Neuruppin kommandiert. Ende April 1877 rückte Rostken zum Premierleutnant auf und absolvierte 1883 einen Lehrkursus an der Infanterie-Schießschule. Unter Beförderung zum Hauptmann erfolgte am 13. Juni 1885 seine Ernennung zum Kompaniechef. In dieser Stellung verlieh ihm seine Regimentschef Großherzog Friedrich Franz III. von Mecklenburg-Schwerin das Ritterkreuz seines Hausordens, bevor er am 19. Dezember 1893 unter Beförderung zum Major dem 6. Pommerschen Infanterie-Regiment Nr. 49 in Gnesen aggregiert wurde. Mit der Versetzung nach Bromberg in das Pommersche Füsilier-Regiment Nr. 34 wurde er am 18. Oktober 1894 als Kommandeur des IV. Bataillons in diesen Verband einrangiert. Nach der Auflösung seines Bataillons erhielt Rostken das Kommando über das I. Bataillon. Ab dem 22. Mai 1900 versah er Dienst beim Stab des Infanterie-Regiments „von Boyen“ (5. Ostpreußisches) Nr. 41 in Tilsit und stieg Mitte Juni 1900 zum Oberstleutnant und etatmäßigen Stabsoffizier auf. Unter Versetzung in das Colbergsche Grenadier-Regiment „Graf Gneisenau“ (2. Pommersches) Nr. 9 beauftragte man ihn am 18. August 1902 mit der Führung dieses Verbandes. Kurz darauf avancierte er am 12. September zum Oberst und Regimentskommandeur. Am 27. Januar 1907 folgte unter Beförderung zum Generalmajor seine Versetzung zu den Offizieren von der Armee mit Beibehalt seines Wohnsitzes in Stargard. Für drei Jahre war er vom 22. März 1907 bis zum 21. März 1910 Kommandeur der 87. Infanterie-Brigade in Thorn und erhielt anlässlich des Ordensfestes im Januar 1910 den Stern zum Kronen-Orden II. Klasse. Unter Beförderung zum Generalleutnant folgte seine Versetzung als Kommandeur der 33. Division nach Metz. In Genehmigung seines Abschiedsgesuches wurde er am 4. April 1911 mit der gesetzlichen Pension zur Disposition gestellt und durch Wilhelm II. mit dem Stern zum Roten Adlerorden II. Klasse mit Eichenlaub ausgezeichnet.